# Château de Nolibos
Le château de Nolibos est un ancien château fort situé à Mont-de-Marsan. Entièrement détruit, il n'en reste aucun vestige de nos jours.

## Présentation
Deux châteaux forts ont défendu Mont-de-Marsan au cours du Moyen Age : le premier d'entre-eux, dit château Vieux, est édifié au XIIe siècle par Pierre de Marsan, fondateur de la ville, puis le château de Nolibos, érigé deux cents ans plus tard, au XIVe siècle. Ce dernier se situait à l'angle Nord-Est de la ville, entre la Douze au Nord, les remparts de Mont-de-Marsan à l'Est jusqu'à la porte de Roquefort, la rue Maubec à l'Ouest et le fossé du bourg-neuf (Borg Nau en gascon) au Sud. Il était à l'emplacement de la Villa des Roses, au n°18 de la rue Victor-Hugo. Sa démolition, entamée au cours du XVIIe siècle, ne s'achève qu'en 1746, avec la destruction de sa dernière tour.

## Toponymie
L'origine du nom du château n'est pas attestée. Nolibos est un patronyme courant dans le Béarn. Le surnom de Nolibos n'apparaît qu'en 1458, dans un acte de vente concernant l'arrière d'une maison située près de la muraille, non loin de la « carrere qui ba bertz lo castet de Nolibos » et ne donne aucun indice sur son origine. François Dulamon affirme qu'il est donné par les Montois, qui voient avec déplaisir s'élever une forteresse symbolisant l'autorité vicomtale.  « No l'y bos » (« Non l'i vòls ») en gascon, signifierait : « Tu ne l'y veux pas ». Malheureusement, l'auteur ne cite pas ses sources ce qui ne permet pas de vérifier ses dires. Cette interprétation trouverait son origine, selon Gabriel Cabannes, sur une compilation des privilèges et règlements du Béarn. Mais aucune source valide ne confirme cela. Dans un relevé des premières années 1600, on le nomme comme le « château situé près du mur de la porte de ladite ville », ce qui semble indiquer qu'il n'a toujours pas reçu de nom propre à cette époque.

## Architecture
En dépit de l'absence d'archives, le procès-verbal de la visite des châteaux de Navarre de 1609 commandité par le roi Henri IV et un plan de la cité gasconne réalisé par le dessinateur flamand Joachim Duviert (v.1580-1648) au début du XVIIe siècle permettent de savoir que le château de Nolibos était entouré d'une muraille importante précédée d'un fossé. On y pénétrait par une grande porte en bois protégée d'une barbacane. On franchissait un pont-levis puis une herse pour pénétrer dans la cour. Le château comptait des écuries qui ne sont pas mentionnées au Château-Vieux. Il existait un chemin de ronde permettant de faire le tour des murailles du château en s'abritant sous une charpente tuilée.
Le corps de logis de plan carré ou rectangulaire est construit en grandes pierres. Il comprend un rez-de-chaussée, un étage et des combles.
Au rez-de-chaussée, un grand escalier de bois mène au premier étage vers la grande salle haute. La prison est située au pied de l'escalier. A gauche s'ouvre une grande salle éclairée de plusieurs croisées, chauffée par une cheminée et, depuis cette pièce, on accède à une garde-robe et un cabinet. A droite, une petite salle à fenêtre communique avec un cabinet flanqué d'un appentis. Près de la grande salle, s'ouvre une petite chapelle voûtée au sol carrelé fermée d'une porte de bois. Au premier étage, le grand escalier de bois mène à la grande salle haute (sans doute salle de réception), éclairée de trois croisées. Deux chambres contiguës jouxtent la salle, l'une d'elles étant éclairée de croisées ornées de verres losangés. Au corps de logis sont accolées quatre tours :
- une petite tour carrée ;
- une grosse tour ;
- une cour dite des munitions, peut-être de type « poivrière » ;
- une tour dite « de la Douze »[5].

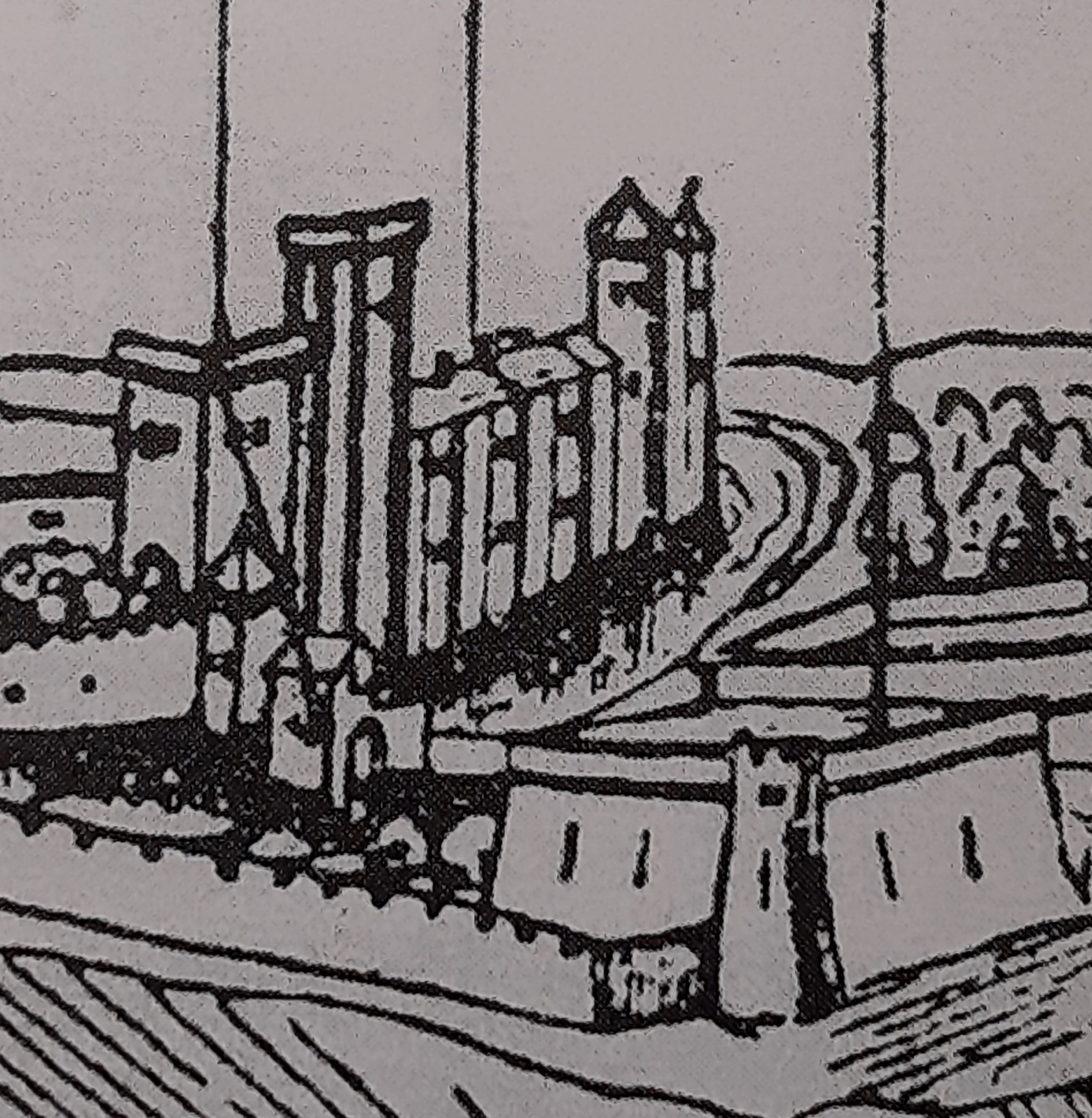
Illustration du château, d'après un plan établi par Joachim Duviert en 1612[n 2]

## Historique

### Guerre de cents ans
Aucun document, aucun texte, aucune chronique n'évoque la construction du château, les pillages et destructions liées à la guerre de Cent Ans et aux guerres de Religion ayant privé la cité d'une grande partie de ses archives et actes médiévaux. La tradition orale et les historiens s'accordent toutefois pour en attribuer, sans certitude, la paternité à Gaston Fébus.
Aux XIIe et XIIIe siècles, le castelnau de Mont-de-Marsan n'est qu'une petite place forte gasconne, défendue par son château vicomtal primitif, protégé à l'ouest par la Douze et du Midou, un fossé puis ses premiers remparts. La construction d'un deuxième château fort s'explique par le besoin de renfoncer la partie orientale de la cité, point faible du dispositif plus exposé aux attaques au début de la guerre de Cents Ans.
Cette guerre débute en 1337 et Gaston Fébus atteint la majorité sept ans plus tard, en 1344. Il devient alors comte de Foix, seigneur de Béarn et vicomte de Marsan. Il doit dès lors gérer une situation complexe car son suzerain, le duc d'Aquitaine, est également roi d'Angleterre, en guerre contre le roi de France, à qui Gaston Fébus doit allégeance en tant que comte de Foix. Cette situation périlleuse l'amène à renforcer la sécurité de ses terres et pour cela, il y accomplit de grands travaux : il fait soit édifier soit transformer une quarantaine de forteresses défendant ses fiefs, allant du pays de Foix à la Soule, en passant par le Marsan. Il est plus que probable que la construction du château de Nolibos s'inscrive dans ce cadre, Gaston Fébus étant le seul à avoir le pouvoir et la capacité de bâtir une telle fortification.
Le château de Nolibos est donc élevé durant la première phase de la guerre de Cent Ans. Toujours selon François Dulamon, Gaston Fébus l'aurait confié à la garde de son fidèle chevalier d'Espain du Lyon mais toujours sans préciser les sources de cette affirmation. Dès ses débuts, il est plus important que le château Vieux : il le dépasse en taille et ses équipements sont plus modernes, l'architecture militaire ayant fait des progrès en deux siècles. Il n'est toutefois pas un château résidentiel : il n'a pas vocation à remplacer le château vieux et aucun acte n'y sera jamais signé. Il reste un château défensif. Sa construction s'accompagne d'une reprise des murailles de la ville. Tout le rempart oriental qui, à la fin du XIIIe siècle, se situait à quelques mètres en retrait du donjon Lacataye, est déplacé de 20 mètres plus à l'Est afin d'être aligné sur le nouveau château, ce qui représente un travail colossal. Faute de document, on ignore le nom de ses architectes et les moyens de construction employés. Il est probable que le matériau utilisé soit la pierre coquillière, qui abonde alors dans le Marsan.
Grâce à son habileté, Gaston Fébus parvient à épargner ses terres des principales batailles de la guerre de Cent Ans, qui s'achève en 1453.

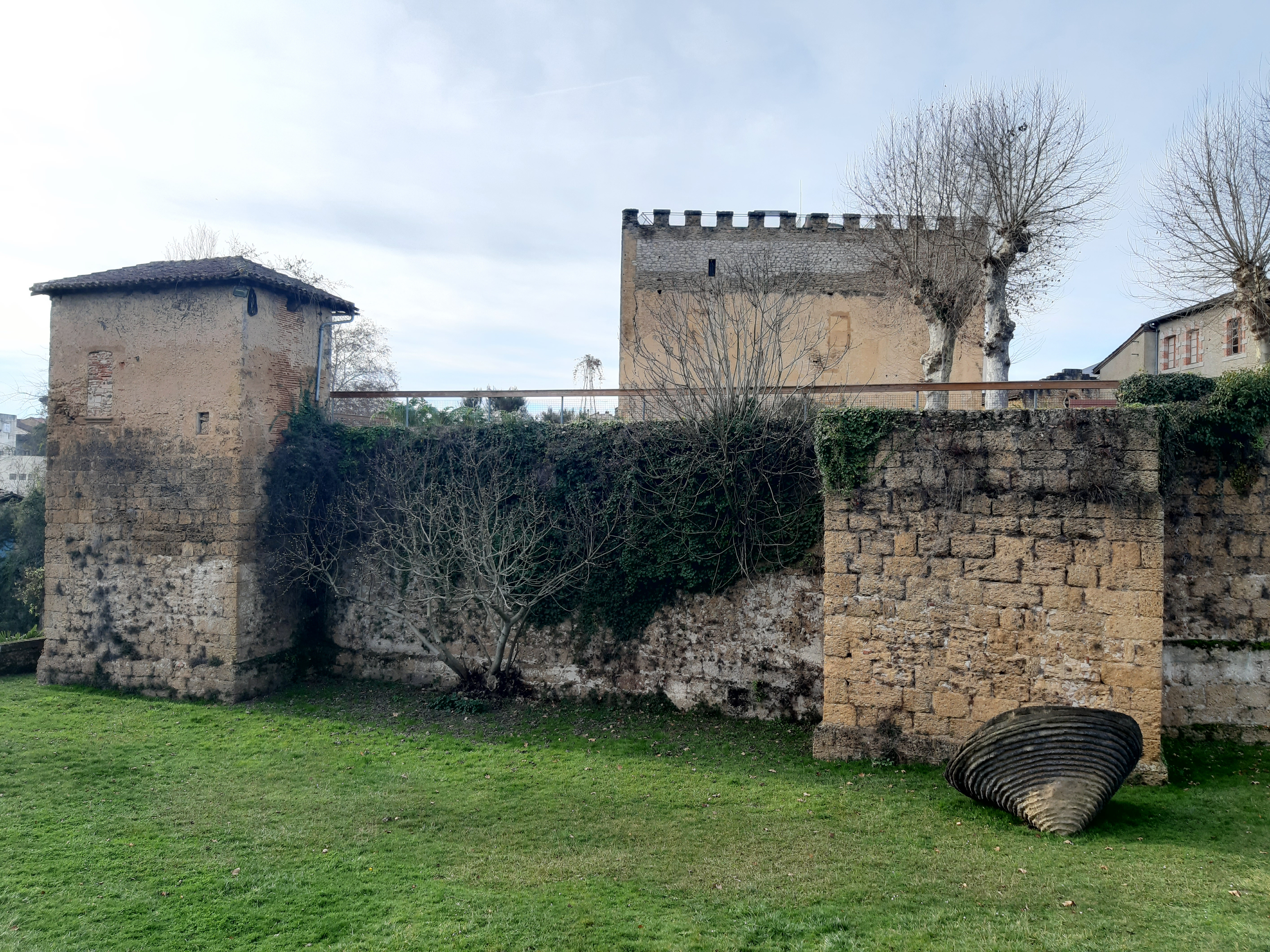
Remparts à l'Est de la ville protégeant le donjon Lacataye

### Guerres de religion
Convertie au protestantisme, Jeanne d'Albret s'implique dans la diffusion du mouvement réformé et, par l'ordonnance du 19 juillet 1561, autorise le calvinisme dans son royaume de Navarre et ses possessions du Sud-Ouest de la France. Dans le Marsan, nombre de nobles et de bourgeois se convertissent eux-aussi, ce qui entraîne des luttes incessantes avec le parti catholique. Le château subit ainsi d'importants dommages durant les guerres de Religion, dans la deuxième moitié du XVIe siècle. En tant que point de défense de la partie la plus fragile de la cité, il est sans relâche attaqué, pris, repris, tantôt par les armées, catholiques, tantôt par les armées protestantes.
Les archives attestent qu'il accueille en mai puis en juillet 1565 la partie de moins noble extraction de la cour de Catherine de Médicis, la rivale catholique de Jeanne d'Albret, et de son fils, le roi Charles IX, lors de leurs deux étapes dans la ville à l'occasion du Grand Tour de France. La signature de l'édit de Nantes en avril 1598 ne suffit pas à ramener totalement la paix et le château reste un enjeu entre les deux partis, qui continuent de s'affronter. En 1609, les guerres de religion sont terminées et le roi Henri IV ordonne à ses commissaires enquêteurs de rédiger un inventaire détaillé de l'état des châteaux de ses possessions de Navarre, Béarn et Gascogne, afin d'y faire réaliser les travaux de restauration nécessaires. Le procès-verbal de la visite des châteaux de Navarre, conservé aux archives nationales, nous renseigne à ce titre sur l'état de délabrement du château de Nolibos. 
En 1622, le gouverneur de Mont-de-Marsan, le marquis huguenot Antonin de Castelnau, abrite des troupes protestantes dans le château, avant que le baron Bertrand de Poyanne ne reprenne définitivement la forteresse pour le compte du clan catholique. Les comptes du Parlement de Navarre attestent des sommes engagées pour la réfection du château entre la fin du XVIe siècle et le début du XVIIe siècle. Ces mêmes comptes attestent, en raison des gages versés, que de 1605 à 1667, le château est gardé par le capitaine de Mesme puis le capitaine de Mesme-Patience, issus de deux branches d'une même famille de la noblesse du Marsan.

### Fin du château
Louis XIII réussit, avec l'aide du cardinal de Richelieu, à mater la révolte des Protestants en France. Concernant Mont-de-Marsan, en réaction au soulèvement dirigé par le marquis Antonin de Castelnau, et afin d'éviter que la cité ne devienne une place forte huguenote comme La Rochelle, le roi envoie une ordonnance datée du 24 mai 1627 au lieutenant général de la ville, Adam de Prugue, ainsi qu'au maire et aux jurats, exigeant le « rasement et démolition de fond en comble » du château et des Tenailles en ces termes :
« Ayant jugé nécessaire de faire raser et démolir les fortifications et château de ladite ville, afin que les rebelles ne s'y puissent prévaloir au préjudice de notre service, du repos et de la tranquillité de nos sujets, nous avons fait choix de vous, sur l'assurance que nous avons, que vous vous en acquitterez avec affection ».
Le texte précise que la démolition concerne « toutes les fortifications qui sont en-dessous et les combles et entièrement les fossés et les tours, en sorte qu'il n'y puisse arriver après aucun inconvénient au préjudice de notre service ».
Cette ordonnance n'est pas bien accueillie par la population, car elle implique de faire travailler tous les habitants de la ville et de la juridiction, incluant les paroisses et villages des alentours. Concernant les cultivateurs, cela implique qu'ils quittent leurs travaux de labours et fasse un voyage lent et malaisé à l'époque pour travailler sur ce chantier. Le baron de Poyanne veille à la bonne exécution des ordres concernant le démantèlement du château de Nolibos, des remparts et des défenses du château Vieux, qu'un de ses ancêtres n'avait pas réussi à araser en 1580 face au futur Henri IV. Les efforts successifs des vicomtes de Marsan et des Albret pour faire de la ville une des places fortes les mieux défendues de Gascogne sont ainsi réduits à néant.
En 1677, soit 50 ans après l'ordonnance, des textes évoquent encore la présence d'anciennes murailles du château. La dernière tour est abattue en 1746, soit 120 ans après l'ordonnance. L'esplanade Montrevel prend la place de l'imposante bâtisse. Un déjeuner fraternel y a lieu le 14 juillet 1790, jour de la fête de la Fédération. Les murs de 1,50 mètre d'épaisseur de la cave de la Villa des Roses occupant de nos jours le site ont vraisemblablement appartenu au château. Son jardin est aménagé sur des vestiges jusqu'aux berges de la Douze.